# Lullo di Magonza
Lullo di Magonza, o  Lullus o anche  Lul (Regno del Wessex, 710 circa – Bad Hersfeld, 16 ottobre 786), è stato un vescovo e abate tedesco di origini inglesi. È venerato come santo dalla Chiesa cattolica.

## Biografia
Lullo era un monaco benedettino del monastero di Malmesbury, nella contea dello Wiltshire, in Inghilterra. Durante un pellegrinaggio a Roma nel 737, egli fece la conoscenza con il benedettino Bonifacio. Lullo lo aiutò come diacono nella missione in Germania e successivamente proseguì la riorganizzazione ecclesiastica iniziata da Bonifacio in Francia.
Nel 726 Lullo visse per un breve periodo nel monastero di Ohrdruf, fondato dallo stesso Bonifacio. Dal 738 si trattenne nel monastero di Fritzlar, che nel 724 era stato fondato proprio da Bonifacio. In quel tempo l'abate di Fritzlar era il monaco di origine inglese Wigberto.
Verso il 745/46 Lullo viene citato come diacono durante un viaggio a Roma e tra il 747 ed il 751 venne ordinato sacerdote da Bonfacio. Lullo ebbe il compito, che riuscì a portare a termine nel 751, di ottenere il cosiddetto "privilegio di papa Zaccaria" per l'Abbazia di Fulda. Egli fu così consacrato corepiscopo di Magonza da Bonifacio nel 752 e quindi da lui designato come suo successore. Con la sua partenza per la missione in Frisia, Bonifacio affidò alla tutela di Lullo le sue creazioni, particolarmente l'abbazia di Fulda, sulla quale quest'ultimo indirizzava le sue aspettative di sovranità come vescovo di Magonza, dopo la morte di Bonifacio, e contro le quali l'abate Sturmio, anch'egli allievo di Bonifacio, accanitamente ed infine con successo si oppose, grazie proprio al privilegio di Zaccaria.
Un anno dopo il re franco, Pipino il Breve, confermò la consacrazione di Lullo a corepiscopo di Magonza e con questo, in vista di una successione, si allontanava il rischio, in caso della temuta eliminazione fisica di Bonifacio da parte degli anglosassoni, della consacrazione di un successore franco.
Dopo la morte di Bonifacio, avvenuta nel 754, ne prese il posto Lullo come vescovo di Magonza, ma questi non ottenne il personale riconoscimento di arcivescovo e solo nel 781 ricevette da papa Adriano I il pallio arcivescovile.
Egli espanse inoltre la sovranità dell'arcidiocesi incorporando quella di Büraburg (presso Fritzlar) e quella di Erfurt.
Dal 769 Lullo procedette alla creazione dell'Abbazia di Hersfeld, che egli pose sotto la protezione di Carlo Magno.
Alla sua morte la sua salma fu inumata a Hersfeld, nella chiesa abbaziale.

## Culto
Il 28 ottobre 850 la nuova Basilica carolingia dedicata alla memoria di san Wigberto fu consacrata dall'arcivescovo di Magonza Rabano Mauro.
La inumazione delle salme di Lullo, di Wigberto e di Witta di Büraburg nella parte orientale del coro della basilica ebbe luogo il 16 ottobre dello stesso anno nel corso di una celebrazione ecclesiastica. Da allora la festa divenne annuale, dando luogo ad un vero e proprio pellegrinaggio. Da questa festa religiosa è nata una delle più antiche feste popolari della Germania: la Lullusfest, che ancor oggi è celebrata.
La  Vita Lulli, scritta presumibilmente fra il 1063 ed il 1073 da Lamberto di Hersfeld, dice che Lullo era venerato come santo ed accanto a Wigberto divenne santo patrono dell'Abbazia.
A Lullo spetta il merito di aver portato a termine la riorganizzazione ecclesiastica iniziata da san Bonifacio. A ciò va unita anche la conclusione delle missioni in Germania nella zona dell'Assia e Turingia, iniziate anch'esse da Bonifacio. Lullo perseguì un accordo con i re franchi con maggior vigore di quanto avesse fatto Bonifacio, che cercava un più stretto collegamento con il papato romano.
Nell'iconografia di un reliquiario del XV secolo nella chiesa abbaziale di Fritzlar, Lullo viene rappresentato in abiti da pontificale con la mano destra benedicente e nella sinistra il bastone pastorale.
La sua Memoria liturgica cade il 16 ottobre.

## Genealogia episcopale
La genealogia episcopale è:
- Papa Gregorio II
- Arcivescovo Bonifacio di Magonza
- Arcivescovo Lullo di Magonza